# فرانچسکو تومی
فرانچسکو تومی (ایتالیایی: Francesco Tomei؛ زادهٔ ۱۹ مهٔ ۱۹۸۵ ‏(۳۹ سال)) دوچرخه‌سوار اهل ایتالیا است.